# Kokkosaari
Kokkosaari es el nombre de la isla más grande del mundo ubicada en un lago de otra isla que también está en un lago (isla recursiva). Se encuentra en Kuonanjärvi en la isla Sääminginsalo, que se afirma es la isla más grande del país europeo de Finlandia. Kokkosaari tiene casi 2.000 metros de largo, con un ancho de 400-900 m.